# Elisabete Weiderpass
Elisabete Weiderpass-Vainio (São Paulo, Brasil, 11 d'abril de 1966) és una investigadora del càncer brasilera que és directora de l'Agència Internacional de Recerca sobre el Càncer, que forma part de l'Organització Mundial de la Salut. La seva recerca se centra en l'epidemiologia i la prevenció del càncer.

## Trajectòria
Weiderpass és de Santo André, São Paulo. Va créixer en una família de classe treballadora i que no estava clar si aniria o no a la universitat. Els seus pares la van animar a continuar els seus estudis, i se li va concedir una beca per estudiar medicina a la Universitat Federal de Pelotas, al sud del Brasil. Durant la seva carrera de grau, Weiderpass es va interessar cada cop més per l'epidemiologia i la salut pública. Va romandre a la Universitat Federal de Pelotas per als seus estudis de postgrau, on va completar un màster en epidemiologia. Weiderpass es va traslladar a l'Institut Karolinska per als seus estudis de doctorat, on va estudiar l'etiologia del càncer d'endometri.
A principis dels anys 2000, Weiderpass va començar a treballar a l'Àfrica subsahariana amb l'Agència Internacional per a la Recerca del Càncer. Aquestes experiències van inspirar una carrera centrada a reduir les desigualtats en el diagnòstic i tractament del càncer. Va desenvolupar i va oferir programes de formació per a metges i investigadors africans. Entre els seus estudiants hi havia Jackson Orem, que va arribar a ser director de l'Institut del Càncer d'Uganda. El 2005, va tornar a l'Institut Karolinska, on va continuar estudiant l'epidemiologia del càncer. La seva investigació té en compte la salut de les dones, amb un enfocament particular en la identificació dels factors de risc per a determinades formes de càncer. Va ser responsable de la Col·laboració Ugandesa de Malalties Infeccioses. Weiderpass va trobar que diversos factors de risc de l'estil de vida, com el consum de tabac, la dieta i l'obesitat, poden tenir un impacte marcat en la probabilitat d'una persona de patir càncer.
El 2007, Weiderpass va ser nomenada cap del Grup d'Epidemiologia Genètica del Centre de Recerca Folkhälsan a Hèlsinki, on va passar més de deu anys. Al mateix temps, va supervisar el Registre del càncer de Noruega, que es troba a l'Institut d'Investigació del Càncer basada en la població a Oslo, així com a la Universitat de Tromsø i a la Facultat de Medicina de Yale.
Weiderpass va ser escollida director de l'Agència Internacional per a la Recerca del Càncer el 2019. L'agència té la seu a Lió. Weiderpass és la primera dona que ocupa el càrrec. El 2020, va llançar l'Informe mundial del càncer, que ofereix una visió general de la investigació actual del càncer i informació sobre estratègies per a la prevenció del càncer. Es va associar amb la Societat Europea d'Oncologia Mèdica el 2020, treballant junts per oferir una sèrie de seminaris web i mòduls d'aprenentatge electrònic centrats en l'eliminació del càncer.
Weiderpass ara té la nacionalitat sueca i finlandesa. Està casada amb Harri Uolevi Vainio, un professor de la Universitat de Kuwait.

## Premis i reconeixements
- 2017 - Membre electe de l'Acadèmia Europea de Ciències del Càncer[13]
- 2017 - Premi Dunhuang de l'Administració d'experts estrangers de Gansu a l'expert estranger destacat